# Vicente Melo de Portugal y Heredia
Vicente Melo de Portugal y Heredia fue un noble español, IX marqués de Rafal, VI conde de Granja de Rocamora, IX barón de Puebla de Rocamora y XVII señor de Benferri.

## Biografía
Vicente nació en diciembre de 1774, siendo hijo del segundo matrimonio de Antonia María de Heredia y Rocamora con Pablo Melo de Portugal. Se convirtió en marqués de Rafal en 1808 tras la muerte de su madre, instaurando a los Melo de Portugal en los territorios de la Casa de Rafal.
Además de marqués de Rafal, también era conde de Granja de Rocamora, barón de Puebla de Rocamora y señor de Benferri.
El primogénito de su madre, la marquesa Antonia María de Heredia, era Juan del Castillo y Heredia, fruto de su primer matrimonio y teórico heredero universal de todas las posesiones de las Casas de Heredia y de la de Castillo. Al fallecer Juan siendo un niño y enviudar Antonia María, esta casó en segundas nupcias, naciendo entonces Vicente, el nuevo heredero.
Vicente contrajo matrimonio en 1794 con María de la Concepción González de Avellaneda, IV condesa del Valle de San Juan (Cartagena 1780-Cartagena 1833). La condesa era políticamente liberal. El Marqués pertenecía a la masonería. Seguidamente fue nombrado por Carlos IV gentilhombre de cámara del rey.
Sirvió en el ejército, en el regimiento del rey, siendo partícipe del ataque a Tudela durante la Guerra de la Independencia. En enero de 1810, fue destinado como Capitán al Regimiento de Infantería de Madrid. Se halló con su compañía en la salida de Santi Petri el 14 de marzo de 1810 y se embarcó en la fragata Rufina en la bahía de Cádiz durante el sitio de esta plaza por los franceses. También intervino en las acciones de Murviedro y Pusol el 25 de octubre de 1811.
La Constitución de 1812 supuso el fin del antiguo régimen y la abolición de los señoríos, lo que conllevó a la pérdida de la plaza histórica de Benferri después de haber estado en manos de los Rocamora y de sus sucesores durante casi seis siglos. 
Vicente Melo de Portugal y Heredia fue Marqués de Rafal y demás títulos durante 23 años, desde 1808 hasta su fallecimiento en 1830. Falleció a los 55 años sin descendencia y tras su muerte, su hermana María del Pilar heredó todos sus bienes.